# Billboard Hot 100 cuối năm 2014
Dưới đây là bảng xếp hạng cuối năm Billboard Hot 100 Year-End của năm 2014.

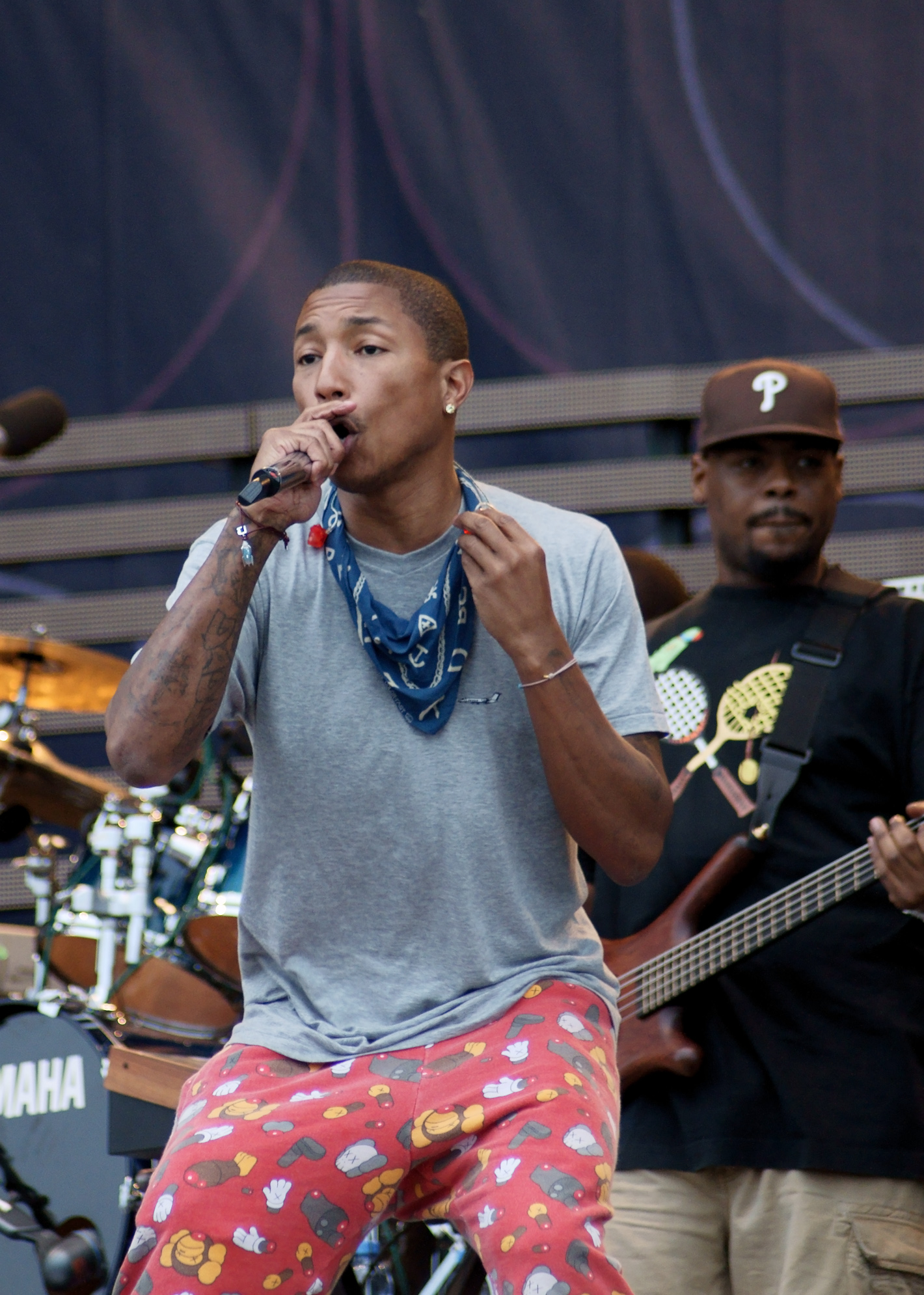
"Happy" bởi Pharrell Williams đã đứng trên vị trí #1 bảng xếp hạng Billboard Hot 100 trong vòng 10 tuần liên tiếp của năm 2014. Đây là lần đầu tiên sau 8 năm có một nghệ sĩ nam đứng đầu bảng xếp hạng mà không hợp tác với bất kỳ một nghệ sĩ nào.

## Danh sách bài hát

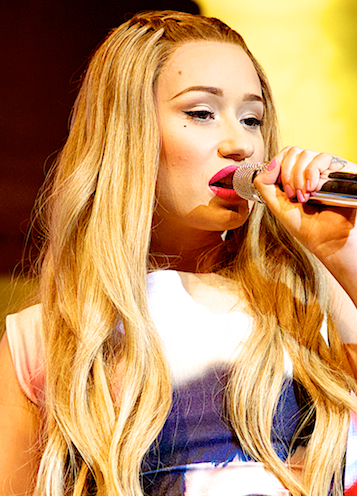
Nữ rapper người Úc Iggy Azalea có 4 bài hát trong bảng xếp hạng, nhiều nhất trong các nghệ sĩ. Bài hát đạt vị trí cao nhất của cô là "Fancy" (vị trí số 4).

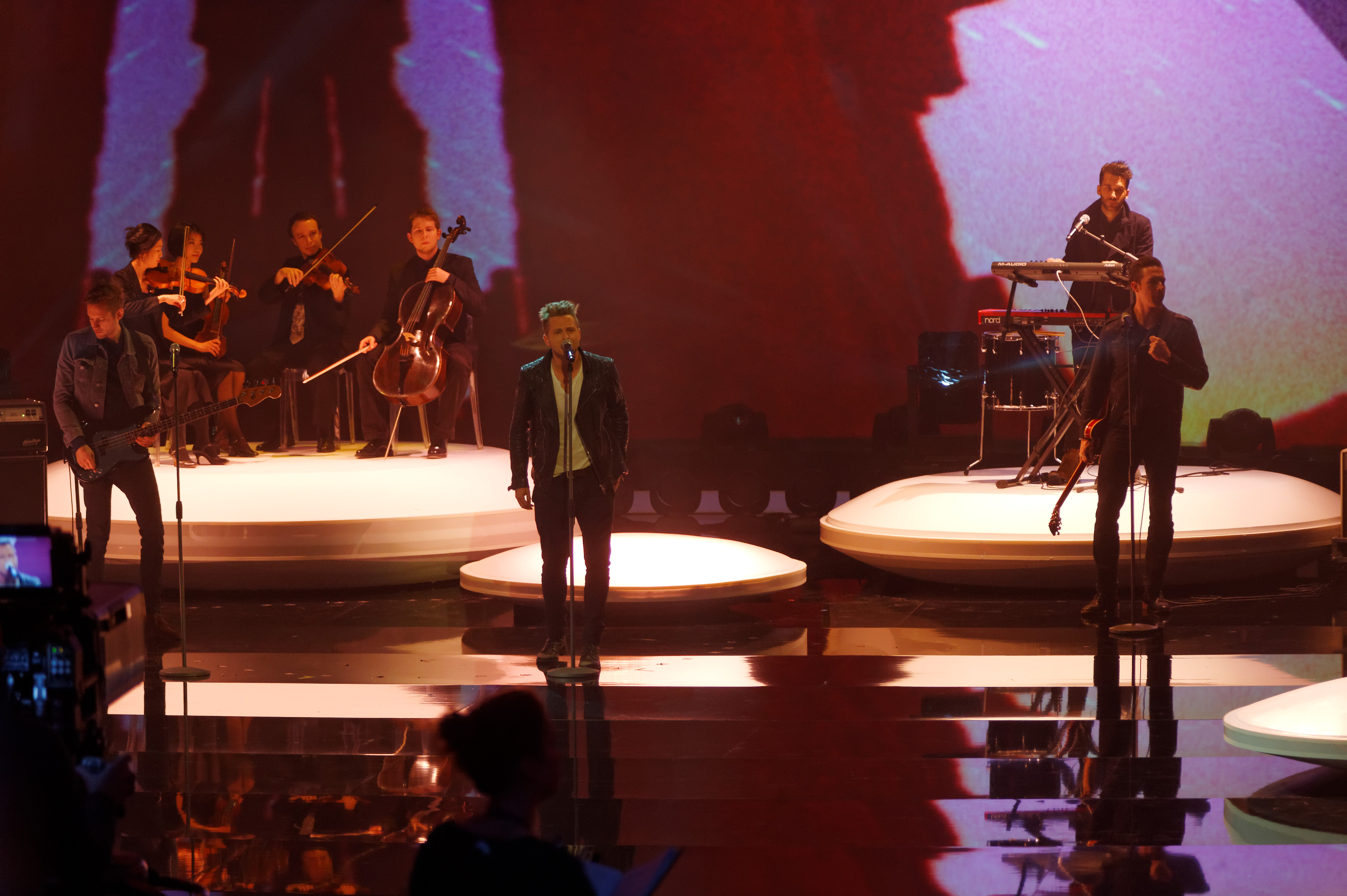
OneRepublic là nhóm nhạc có thứ hạng cao nhất trong bảng xếp hạng với "Counting Stars" (vị trí số 5). Bài hát đã đứng trong bảng xếp hạng trong 68 tuần liên tiếp và đạt tới vị trí thứ 2 trên Hot 100.

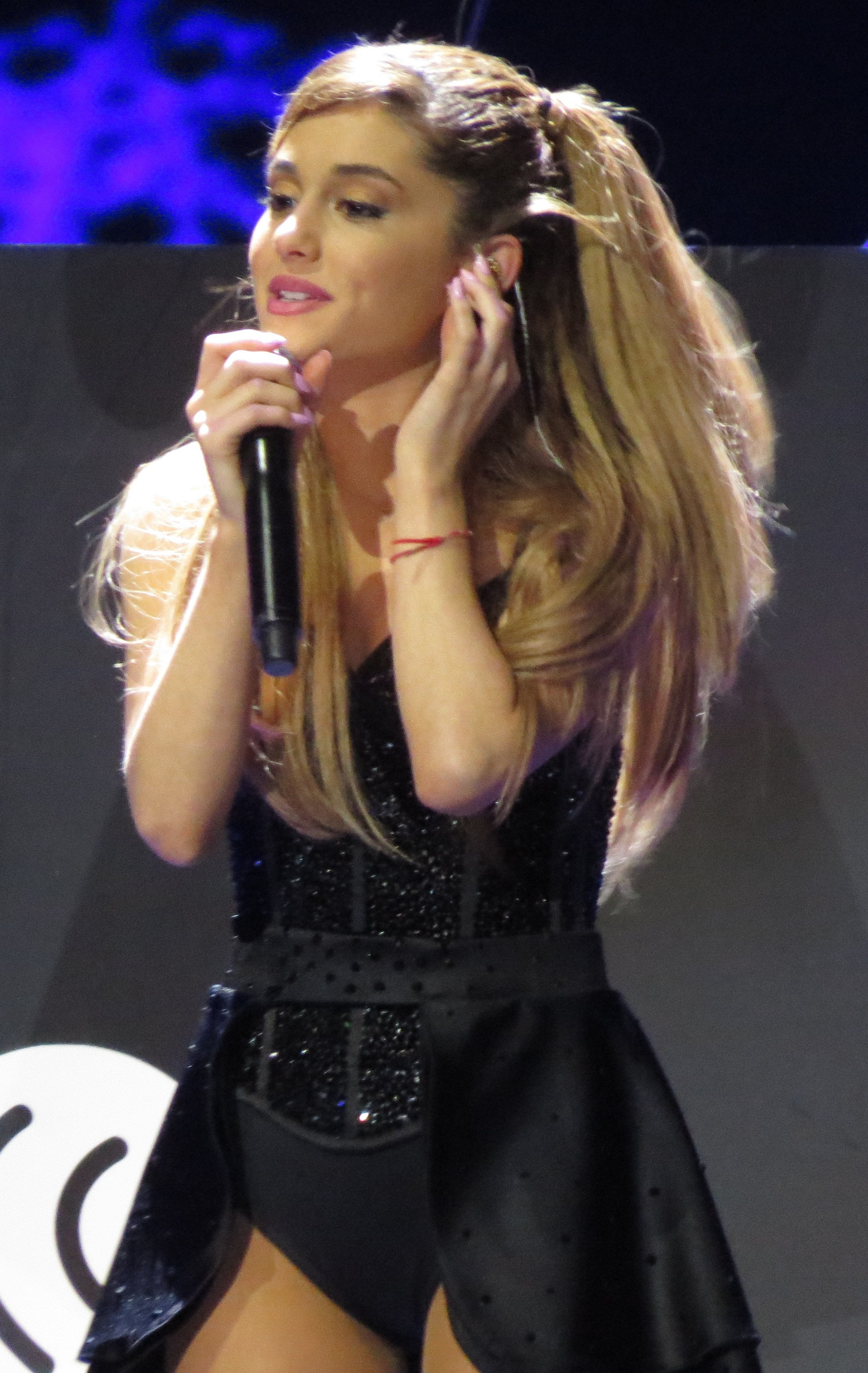
Ariana Grande có 3 đĩa đơn ở top 40, với "Problem" hợp tác với Iggy Azalea (vị trí số 9), "Bang Bang", hợp tác với Jessie J và Nicki Minaj (vị trí số 27), và "Break Free" hợp tác với Zedd (vị trí số 37).

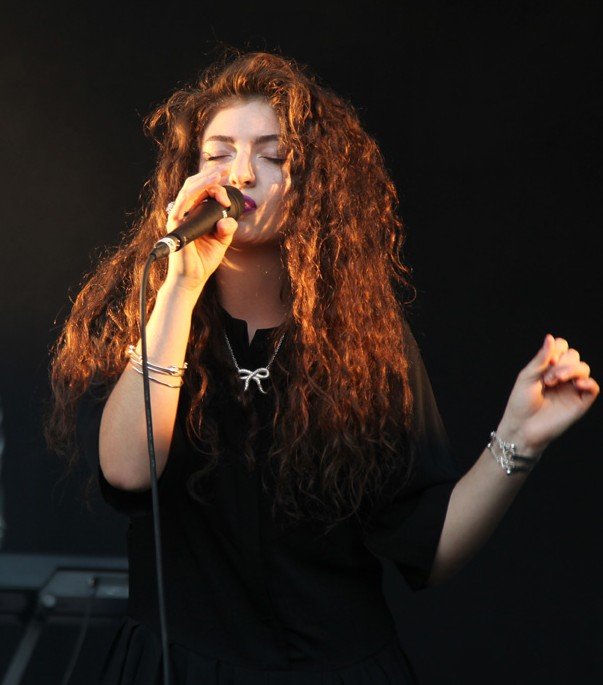
Nữ ca sĩ người New Zealand Lorde có 2 bài hát trong top 20, với "Team" (vị trí số 18) và "Royals" (vị trí số 20). "Royals" đã đứng ở vị trí số 15 trong bảng xếp hạng này năm 2013.

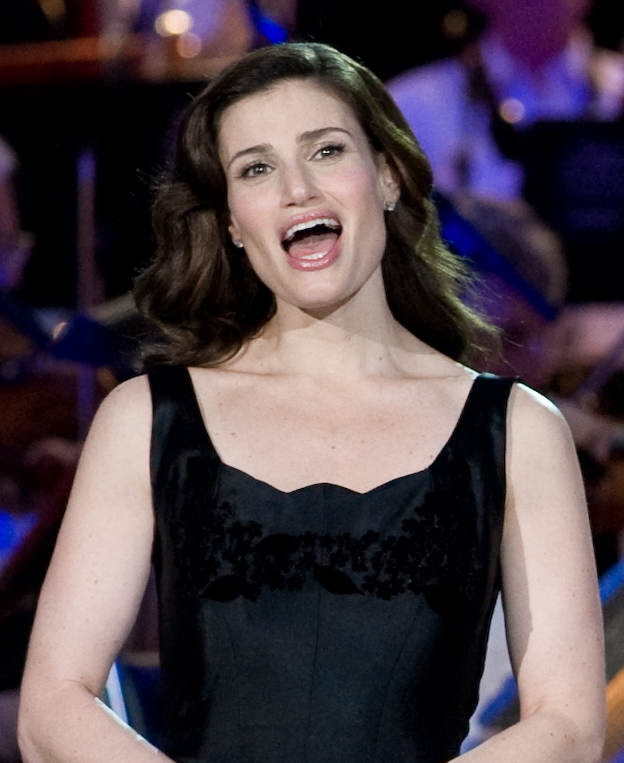
"Let It Go" từ bộ phim Frozen đứng thứ 21 trong bảng xếp hạng. Nó trở thành bài hát đầu tiên lọt vào top 10 bảng xếp hạng Hot 100 kể từ bài hát "Colors of the Wind" của Vanessa L. Williams từ bộ phim Pocahontas vào năm 1995. "Let It Go" cũng là hit top 10 đầu tiên của Idina Menzel tại Mỹ.

| Vị trí | Tên bài hát                    | Nghệ sĩ                                                                   |
| ------ | ------------------------------ | ------------------------------------------------------------------------- |
| 1      | "Happy"                        | Pharrell Williams                                                         |
| 2      | "Dark Horse"                   | Katy Perry hợp tác với Juicy J                                            |
| 3      | "All of Me"                    | John Legend                                                               |
| 4      | "Fancy"                        | Iggy Azalea hợp tác với Charli XCX                                        |
| 5      | "Counting Stars"               | OneRepublic                                                               |
| 6      | "Talk Dirty"                   | Jason Derulo hợp tác với 2 Chainz                                         |
| 7      | "Rude"                         | Magic!                                                                    |
| 8      | "All About That Bass"          | Meghan Trainor                                                            |
| 9      | "Problem"                      | Ariana Grande hợp tác với Iggy Azalea                                     |
| 10     | "Stay with Me"                 | Sam Smith                                                                 |
| 11     | "Timber"                       | Pitbull hợp tác với Kesha                                                 |
| 12     | "Pompeii"                      | Bastille                                                                  |
| 13     | "Shake It Off"                 | Taylor Swift                                                              |
| 14     | "Am I Wrong"                   | Nico & Vinz                                                               |
| 15     | "Turn Down for What"           | DJ Snake hợp tác với Lil Jon                                              |
| 16     | "The Monster"                  | Eminem hợp tác với Rihanna                                                |
| 17     | "Say Something"                | A Great Big World hợp tác với Christina Aguilera                          |
| 18     | "Team"                         | Lorde                                                                     |
| 19     | "Let Her Go"                   | Passenger                                                                 |
| 20     | "Royals"                       | Lorde                                                                     |
| 21     | "Let It Go"                    | Idina Menzel                                                              |
| 22     | "Wake Me Up!"                  | Avicii                                                                    |
| 23     | "Demons"                       | Imagine Dragons                                                           |
| 24     | "Story of My Life"             | One Direction                                                             |
| 25     | "Chandelier"                   | Sia                                                                       |
| 26     | "Black Widow"                  | Iggy Azalea hợp tác với Rita Ora                                          |
| 27     | "Bang Bang"                    | Jessie J, Ariana Grande, và Nicki Minaj                                   |
| 28     | "Latch"                        | Disclosure hợp tác với Sam Smith                                          |
| 29     | "Maps"                         | Maroon 5                                                                  |
| 30     | "Loyal"                        | Chris Brown hợp tác với Lil Wayne và French Montana, Too Short, hoặc Tyga |
| 31     | "Best Day of My Life"          | American Authors                                                          |
| 32     | "Habits (Stay High)"           | Tove Lo                                                                   |
| 33     | "Summer"                       | Calvin Harris                                                             |
| 34     | "Boom Clap"                    | Charli XCX                                                                |
| 35     | "Drunk in Love"                | Beyoncé hợp tác vớiJay Z                                                  |
| 36     | "Anaconda"                     | Nicki Minaj                                                               |
| 37     | "Break Free"                   | Ariana Grande hợp tác với Zedd                                            |
| 38     | "Bailando"                     | Enrique Iglesias hợp tác với Descemer Bueno và Gente de Zona              |
| 39     | "Burn"                         | Ellie Goulding                                                            |
| 40     | "Wiggle"                       | Jason Derulo hợp tác với Snoop Dogg                                       |
| 41     | "Rather Be"                    | Clean Bandit hợp tác với Jess Glynne                                      |
| 42     | "Don't Tell 'Em"               | Jeremih hợp tác với YG                                                    |
| 43     | "Show Me"                      | Kid Ink hợp tác với Chris Brown                                           |
| 44     | "Wrecking Ball"                | Miley Cyrus                                                               |
| 45     | "Not a Bad Thing"              | Justin Timberlake                                                         |
| 46     | "Roar"                         | Katy Perry                                                                |
| 47     | "Ain't It Fun"                 | Paramore                                                                  |
| 48     | "The Man"                      | Aloe Blacc                                                                |
| 49     | "This Is How We Roll"          | Florida Georgia Line hợp tác với Luke Bryan                               |
| 50     | "Classic"                      | MKTO                                                                      |
| 51     | "A Sky Full of Stars"          | Coldplay                                                                  |
| 52     | "Don't"                        | Ed Sheeran                                                                |
| 53     | "Na Na"                        | Trey Songz                                                                |
| 54     | "Hot Boy"                      | Bobby Shmurda                                                             |
| 55     | "Hold On, We're Going Home"    | Drake hợp tác với Majid Jordan                                            |
| 56     | "Sing"                         | Ed Sheeran                                                                |
| 57     | "Radioactive"                  | Imagine Dragons                                                           |
| 58     | "My Hitta"                     | YG hợp tác với Jeezy và Rich Homie Quan                                   |
| 59     | "Cool Kids"                    | Echosmith                                                                 |
| 60     | "Hey Brother"                  | Avicii                                                                    |
| 61     | "Trumpets"                     | Jason Derulo                                                              |
| 62     | "Animals"                      | Maroon 5                                                                  |
| 63     | "Burnin' It Down"              | Jason Aldean                                                              |
| 64     | "Play It Again"                | Luke Bryan                                                                |
| 65     | "2 On"                         | Tinashe hợp tác với ScHoolboy Q                                           |
| 66     | "Dirt"                         | Florida Georgia Line                                                      |
| 67     | "Love Runs Out"                | OneRepublic                                                               |
| 68     | "Bottoms Up"                   | Brantley Gilbert                                                          |
| 69     | "Shower"                       | Becky G                                                                   |
| 70     | "Me and My Broken Heart"       | Rixton                                                                    |
| 71     | "Animals"                      | Martin Garrix                                                             |
| 72     | "Lifestyle"                    | Rich Gang hợp tác với Young Thug và Rich Homie Quan                       |
| 73     | "American Kids"                | Kenny Chesney                                                             |
| 74     | "Brave"                        | Sara Bareilles                                                            |
| 75     | "Sweater Weather"              | The Neighbourhood                                                         |
| 76     | "Leave the Night On"           | Sam Hunt                                                                  |
| 77     | "New Flame"                    | Chris Brown hợp tác với Usher và Rick Ross                                |
| 78     | "Love Never Felt So Good"      | Michael Jackson và Justin Timberlake                                      |
| 79     | "Drunk on a Plane"             | Dierks Bentley                                                            |
| 80     | "Birthday"                     | Katy Perry                                                                |
| 81     | "Bartender"                    | Lady Antebellum                                                           |
| 82     | "La La La"                     | Naughty Boy hợp tác với Sam Smith                                         |
| 83     | "Blurred Lines"                | Robin Thicke hợp tác với T.I. và Pharrell                                 |
| 84     | "Do What U Want"               | Lady Gaga featuring R. Kelly                                              |
| 85     | "Can't Remember to Forget You" | Shakira hợp tác với Rihanna                                               |
| 86     | "Amnesia"                      | 5 Seconds of Summer                                                       |
| 87     | "No Mediocre"                  | T.I. hợp tác với Iggy Azalea                                              |
| 88     | "Come with Me Now"             | KONGOS                                                                    |
| 89     | "Believe Me"                   | Lil Wayne hợp tác với Drake                                               |
| 90     | "23"                           | Mike WiLL Made-It featuring Miley Cyrus, Wiz Khalifa, and Juicy J         |
| 91     | "Beachin'"                     | Jake Owen                                                                 |
| 92     | "White Walls"                  | Macklemore & Ryan Lewis featuring ScHoolboy Q và Hollis                   |
| 93     | "She Looks So Perfect"         | 5 Seconds of Summer                                                       |
| 94     | "Stay the Night"               | Zedd featuring Hayley Williams                                            |
| 95     | "Partition"                    | Beyoncé                                                                   |
| 96     | "Studio"                       | ScHoolboy Q hợp tác với BJ the Chicago Kid                                |
| 97     | "0 to 100 / The Catch Up"      | Drake                                                                     |
| 98     | "I Don't Dance"                | Lee Brice                                                                 |
| 99     | "Somethin' Bad"                | Miranda Lambert và Carrie Underwood                                       |
| 100    | "Adore You"                    | Miley Cyrus                                                               |